# David Bratton
David Bratton (* Oktober 1869 in New York; † 3. Dezember 1904 in Chicago) war ein US-amerikanischer Schwimmer und Wasserballspieler.
Bei den Olympischen Spielen 1904 in St. Louis trat Bratton mit der 4 × 50-yds-Staffel an, mit der er den vierten Platz erreichte. Außerdem trat er zusammen mit seinen Teamkollegen vom New York Athletic Club George Van Cleaf, Leo Goodwin, Louis Handley, David Hesser, Joseph Ruddy und James Steen im Wasserball an und erreichte die Goldmedaille. Die Wasserballspiele fanden im Life Saving Exhibition Lake statt, der von einem Bach durchflossen und von Düngerrückständen und dem Viehmist der benachbarten Landwirtschaftsausstellung der Louisiana Purchase Exposition stark verunreinigt war. Zahlreiche Wasserballer erkrankten dadurch während und nach den Wettkämpfen. Darunter auch Bratton, der wenige Monate nach seinem Sieg an durch Escherichia-Bakterien verursachten Typhus starb.